# Agregaty pieniężne
Agregaty pieniężne, agregaty monetarne, miary pieniądza – różne miary ilości pieniądza w gospodarce, przy czym mianem pieniądza określa się aktywa, które można szybko zamienić na gotówkę bez znacznej utraty ich wartości. W praktyce agregaty pieniężne określone są jako sumy wartości gotówki w obiegu oraz depozytów bankowych o różnym stopniu płynności. W poszczególnych krajach wykorzystywane są różne definicje agregatów pieniężnych; w krajach Unii Europejskiej definicje agregatów pieniężnych zostały ujednolicone.
W tradycyjnym ujęciu pieniądz definiowany jest za pomocą funkcji (miernika wartości, środka cyrkulacji, środka płatniczego oraz środka gromadzenia oszczędności), jakie musi spełniać. Ten sposób określenia pieniądza pozwala na wyjaśnienie wielu złożonych procesów oraz występujących w gospodarce powiązań między zjawiskami pieniężnymi. Jednak dla potrzeb polityki pieniężnej i statystyki monetarnej zaczęto posługiwać się agregatami pieniężnymi, które stanowią odzwierciedlenie szerszego podejścia do pojęcia podaży pieniądza od znaczenia nadawanego jej za pośrednictwem definicji funkcjonalnej.

## Podstawowe agregaty pieniężne w Polsce
Poszczególne agregaty oznaczane są literą M i symbolami cyfrowymi wzrastającymi w miarę zmniejszającej się płynności zawartych w nich aktywów. Aktywa charakteryzujące się wysoką płynnością wykorzystywane są częściej jako środek płatniczy, natomiast aktywa o mniejszej płynności częściej wykorzystywane są do gromadzenia oszczędności. Wartości agregatów pieniężnych w Polsce publikowane są przez Narodowy Bank Polski z częstotliwością miesięczną.

### M0
Baza monetarna określona jako M0 = R + C, gdzie:
- R – pieniądz bezgotówkowy banków komercyjnych na rachunkach w banku centralnym,
- C – pieniądz gotówkowy (monety i banknoty w obiegu poza sektorem bankowym).

### M1
Określone jako M1 = C + D, obejmuje:
- C – pieniądz gotówkowy (monety i banknoty w obiegu poza sektorem bankowym),
- D – wkłady w bankach i podobnych instytucjach płatne na żądanie (depozyty bieżące).

### M2
Obejmuje M1, a dodatkowo depozyty i inne zobowiązania banków wobec podmiotów niebankowych o pierwotnym terminie zapadalności do 2 lat (włącznie) oraz depozyty z terminem wypowiedzenia do 3 miesięcy (włącznie).

### M3
Obejmuje M2, a dodatkowo operacje z przyrzeczeniem odkupu pomiędzy bankami a sektorem niebankowym oraz dłużne papiery wartościowe o terminie zapadalności do 2 lat (włącznie) emitowane przez banki.

## Kontrolowanie podaży pieniądza
Jedna ze strategii polityki pieniężnej, popularna w wielu krajach do lat 90. XX w. W wyniku intensyfikacji procesu innowacji finansowych związek agregatów pieniężnych z inflacją i wzrostem gospodarczym stał się obecnie niestabilny, co spowodowało odejście banków centralnych od strategii kontroli podaży pieniądza, choć np. w przypadku Europejskiego Banku Centralnego roczny wzrost podaży pieniądza M3 brany jest pod uwagę w ramach analizy monetarnej.
Strategia kontrolowania podaży pieniądza jest krytykowana na gruncie braku egzogeniczności podaży pieniądza. W praktyce banki centralne sprawują rzeczywistą kontrolę nad poziomem stóp procentowych, a kontrola wartości agregatów pieniężnych może się odbywać jedynie pośrednio.